# Xenotim
Xenotimul este un fosfat anhidru de ytriu cu formula chimică idealizată YPO4. Poate forma soluții solide cu cernovit-Y (YAsO4), astfel că poate conține arseniu ca impuritate anionică. Toate pământurile rare ytrice formează compuși izomorfi, de aceea prezența lantanidelor grele (Tb–Lu) și a scadiului este posibilă. Atunci când conține uraniu și thoriu (tetravalente), echilibrul de sarcină este compensat prin prezența calciului (divalent). Prezența U și Th în structură poate face ca acest mineral să fie mai mult sau mai puțin radioactiv. Xenotimul este sursa primară de ytriu, precum și pentru unele lantaninde grele (disprosiu, yterbiu, erbiu și chiar gadoliniu). Ocazional este utilizat ca piatră prețioasă.

## Etimologie
Denumirea „xenotim” provine de la cuvintele grecești κενός – zadarnic și τιμή – onoare, în traducere liberă „vanitate”. Acestă denumire a fost introdusă de către chimistul francez François Sulpice Beudant ca semn de mustrare adusă chimistului suedez Jöns Jacob Berzelius, ca urmare a declarației acestuia cum că mineralul respectiv ar conține un nou element chimic (dovedit a fi deja descoperitul ytriu). Denumirea „kenotime” a evoluat în „xenotime”, numele prezent al mineralului.

## Proprietăți
Xenotimul cristalizează în sistemul tetragonal (I41/amd), fiind deobicei translucid spre opac (rareori transparent) cu strălucire maronie spre maro–gălbui, dar și roșiatică, maroniu–verzui, maro sau gri. Cristalele de xenotim pot fi prismatice (masive sau subțiri și alungite) cu terminații bipiramidale, agregate radial, granular sau sub formă de rozetă. Este un mineral relativ moale (duritate Mohs 4,5) și este mai puțin dens decăt alte minerale translucide (greutate specifică 4,4–5,1 g/cm3). Luciul său (vitros spre rășinos) – alături de grupul de cristalizare – poate induce confuzii cu zirconul (ZrSiO4).

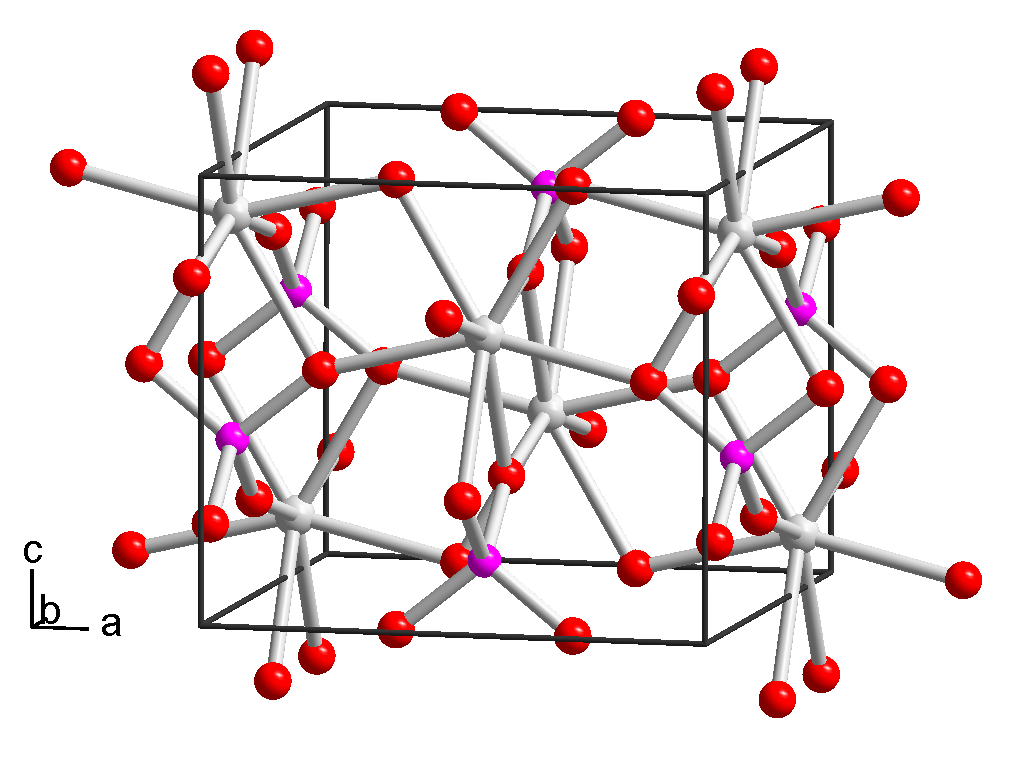
Structura cristalină a YPO_{4}

Variația volumului celulei elementare a fosfaților de tip monazit și xenotim în funcție de raza cationului constituent, în acord cu fenomenul de contracție a lantanidelor

Xenotimul prezintă două direcții de clivaj prismatic perfect, iar fractura sa este neuniformă. Este considerat fragil și lasă o urmă albă. Indicele de refracție al xenotimului este de 1,720–1,815 cu o birefringență de 0,095 (uniaxial pozitivă). Prezintă stălucire roz, galbenă sau galben–gălbui în lumină puternică, respectiv galben–maronie, maro–cenușie sau maro–verzuie în lumină obișnuită. Chiar dacă poate conține cantități semnificative de elemente radioactive (uraniu și thoriu și produșii lor de dezintegrare), xenotimul nu este niciodata metamict (în contrast cu zirconul).

## Răspândire
Xenotimul este un mineral accesoriu minor ce poate fi găsit în pegmatite precum și în gnaise bogate în mică și cuarț. Este asociat cu biotit și alte tipuri de mică, cloriți, cuarț, zircon, uneori cu feldspat, analcim, anataz, brookit, rutil, siderit și apatit. Xenotimul este cunoscut a fi diagenetic: poate forma cristale extrem de mici (de sub 10 microni) care înconjoară granule de zircon dentritic în roci sedimentare siliciclastice, cu rol în datarea radiometrică a rocilor sedimentare.
Xenotimul a fost descoperit pentru prima oară în 1824 la Hidra (Hitterø), Flekkefjord, în Vest-Agder, Norvegia. Alte depozite notabile au fost găsite în Brazilia, Madagascar, SUA, Afganistan, Pakistan și Japonia.